# Gogo (département)
Pour les articles homonymes, voir Gogo.
Pour le village chef-lieu, voir Gogo (Gogo).
Gogo est un département et une commune rurale de la province du Zoundwéogo, situé dans la région du Centre-Sud au Burkina Faso.

## Démographie
En 2006, la population de la commune était de 38 208 habitants.
En 2019, la population de la commune était de 49 619 habitants.

## Villages
Le département et la commune rurale de Goto est composé de vingt-trois villages, dont le village chef-lieu homonyme (données de population issues du recensement général de 2006, consolidées pour les élections municipales de 2012) :
- Basbédo (1 917 habitants)
- Dougou (1 034 habitants)
- Gogo (4 758 habitants), chef-lieu
- Ipala (358 habitants)
- Kondré (1 124 habitants)
- Kopélin (3 040 habitants)
- Manga-Est V1 (1 140 habitants)
- Manga-Est V2 (946 habitants)
- Manga-Est V3 (1 018 habitants)
- Manga-Est V4 (660 habitants)
- Mouzi (2 218 habitants)
- Nagrigré (3 376 habitants)
- Norghin (745 habitants)
- Pagomtoécé (1 456 habitants)
- Parkiri (564 habitants)
- Pissi (1 872 habitants)
- Safoula (940 habitants)
- Samtinga (2 074 habitants)
- Tiougou (3 118 habitants)
- Yambassé (2 046 habitants)
- Zaptinga II (1 476 habitants)
- Zirbaré (1 238 habitants)
- Zoungou (1 090 habitants)